# Longshan (socken i Kina, Inre Mongoliet)
Longshan (kinesiska: 龙山, 龙山乡) är en socken i Kina. Den ligger i den autonoma regionen Inre Mongoliet, i den norra delen av landet, omkring 610 kilometer öster om regionhuvudstaden Hohhot.
Genomsnittlig årsnederbörd är 601 millimeter. Den regnigaste månaden är juni, med i genomsnitt 151 mm nederbörd, och den torraste är januari, med 3 mm nederbörd.